# ماكس براند
ماكس براند (بالإنجليزية: Max Brand)‏ (29 مايو 1892، سياتل في الولايات المتحدة - 12 مايو 1944 في إيطاليا)؛ كاتب سيناريو، كاتب، ملحن وروائي أمريكي.

## روابط خارجية
- ماكس براند على موقع IMDb (الإنجليزية)
- ماكس براند على موقع ميوزك برينز (الإنجليزية)
- ماكس براند على موقع قاعدة بيانات برودواي على الإنترنت (الإنجليزية)
- ماكس براند على موقع قاعدة بيانات الفيلم (الإنجليزية)